# Patricia Guijarro Gutiérrez
Patricia Guijarro Gutiérrez   (Palma, 17 de maig de 1998) és una futbolista mallorquina. Juga com a centrecampista i el seu equip actual és el FC Barcelona de la Primera Divisió femenina de futbol d'Espanya. És la quarta capitana de l'equip, elegida per les seves companyes. A més, és internacional amb la selecció absoluta d'Espanya.

## Biografia
Nascuda a Palma el 17 de maig del 1998, Guijarro va començar a jugar a futbol amb el seu pare quan era molt petita. Amb set anys es va apuntar a jugar a l'equip de l'escola amb els seus amics. Amb 14 anys va fitxar per la UD Collerense on va començar jugant en categories inferiors fins a arribar al primer equip.
Amb només 17 anys el Barcelona la va trucar perquè s'incorporés a les seves files i Guijarro es va traslladar a la ciutat Comtal. Va estudiar Batxillerat a La Masia, sent la primera jugadora del primer equip de futbol femení a fer-ho. Després de graduar-se, va començar a estudiar la carrera de fisioteràpia.

## Carrera de club

### UD Collerense
Després de jugar al FC Patronat de Palma, va fitxar per l'UD Collerense, on va jugar en categories inferiors fins al 2014, quan va fer el salt al primer equip. Aquesta va ser la primera vegada que va jugar en un equip de noies. Amb només 15 anys va debutar a primera divisió després de ser peça clau en l'ascens del club balear a primera en la seva primera temporada jugant en un equip femení. Amb 16 anys va ser líder de l'equip en la seva primera temporada a primera divisió.
Durant la seva estada a l'equip balear, Guijarro es va convertir en una habitual a les convocatòries de la selecció espanyola de categories inferiors. La mallorquina va jugar tres temporades al Collerense fins que va rebre una oferta per fitxar pel FC Barcelona l'any 2015.

### FC Barcelona

#### Etapa de Xavi Llorens (2015-2017) i Fran Sánchez (2017-2018)
Amb 17 anys, el llavors entrenador del Barcelona, Xavi Llorens, va trucar a la seva porta perquè s'incorporés a l'equip blaugrana després de veure-la jugar al Collerense. Guijarro va signar per tres temporades, fins al juny de 2018. L'any de la seva arribada a Barcelona va coincidir amb la professionalització del futbol femení a l'entitat blaugrana, que es va convertir així en el primer club espanyol a ser-ho. Amb 17 anys va debutar al primer equip del Barcelona sent una de les jugadores més joves de la història a fer-ho.
A la seva segona temporada a Barcelona, Guijarro va guanyar el seu primer gran títol com a blaugrana; la Copa de la Reina que van guanyar l'Atlético de Madrid a la final que va acabar amb el resultat de 4 gols a 1. A més, juntament amb la resta de les seves companyes va aconseguir classificar-se per jugar les semifinals de la Lliga de Campions per primera vegada en la història del club i dels equips de la lliga Iberdrola.
La seva tercera temporada al club va ser la de la seva consolidació a l'equip. Guijarro va jugar 25 partits i va marcar 9 gols a la Lliga, sent el seu millor registre golejador fins ara. Pel que fa a l'equip, les blaugranes van acabar la Lliga en segona posició darrere de l'Atlético de Madrid i van ser campiones de la Copa de la Reina d'aquell any després de superar a la final l'Atlético de Madrid amb un gol a la pròrroga.
El juny de 2018 el club va anunciar l'ampliació del seu contracte fins al 2021.

#### Etapa de Lluís Cortés (2018-2021)
El 2018 va ser inclosa per primer cop en el top 100 de les millors jugadores del món pel diari The Guardian, en la posició 68. El diari va destacar, a més del seu bon rendiment a nivell de club, el seu paper golejador a la Copa del Món sub-20 on va marcar sis gols que li van valer per guanyar la bota d'or del torneig. També va ser pilota d'or d'aquell mundial.
A principis de 2019 va patir una lesió que la va mantenir mesos fora de la competició. Després de diverses proves, els serveis mèdics del club van comunicar que la futbolista tenia un ganglió al peu dret que l'obligaria a passar pel quiròfan. Després de ser operada amb èxit al febrer, la lesió es va complicar a causa d'una infecció de la ferida i a l'abril va haver de tornar a ser operada.
Tot i perdre's gran part de la segona meitat de la temporada a causa d'aquesta lesió, Guijarro va poder disputar els últims partits de la temporada amb l'equip. Les blaugranes van ser subcampiones d'Espanya per darrere de l'Atlètic de Madrid i van aconseguir arribar per primera vegada a la història a una final de la Lliga de Campions, que van perdre davant de l'Olympique de Lió francès. Guijarro va rebre l'alta mèdica el dia abans de la final i va entrar a la convocatòria, però no va disputar cap minut.
Amb només 21 anys, Guijarro va ser elegida com una de les capitanes de l'equip a l'inici de la temporada 2019-20. El debut de la lliga es va disputar el 7 de setembre davant el Tacón, per primera vegada en el recentment inaugurat Estadi Johan Cruyff situat a la ciutat esportiva Joan Gamper, amb Guijarro jugant tot el partit.
Al febrer es va disputar per primera vegada a la història la Supercopa d'Espanya femenina. A la final disputada contra la Reial Societat les blaugranes van vèncer per un contundent 10-1 i van guanyar així el primer títol de la temporada. Al maig de 2020 l'equip de Lluís Cortés es va proclamar campió de la Lliga Iberdrola a falta de vuit jornades per disputar a causa de la suspensió de la competició domèstica per la pandèmia de COVID-19. Amb vint-i-nou partits disputats sumava dinou victòries i dos empats, amb nou punts més que el segon, l'Atlético de Madrid. Guijarro va disputar 18 partits i va marcar vuit gols.
L'agost, sense ritme de competició, van classificar-se per a les semifinals de la Lliga de Campions en eliminar l'Atlético de Madrid per 1-0, a partit únic i a porta tancada, però van caure eliminades en semifinals enfront del Wolfsburg amb el mateix resultat.
Va ser inclosa en el top 100 de les millors jugadores del món pel diari The Guardian, en la posició 87.
La Copa de la Reina va ser ajornada a causa de la pandèmia i el tram final d'aquesta competició es va jugar al febrer de 2021. Les blaugranes es van enfrontar a la final a l'Escuelas de Futbol de Logroño a l'Estadi de La Rosaleda de Màlaga on van guanyar per 3 a 0.
Al primer partit de la lliga 2020–21, va marcar el primer gol davant del Reial Madrid, convertint-la en la primera golejadora de la versió femenina d'El Clàssic, en el seu partit número 100 amb la samarreta del Barcelona. L'equip es va proclamar campió de Lliga quan faltaven vuit jornades per disputar el 9 de maig, guanyant tots els partits de la competició disputats fins aquell moment.
A principis de gener de 2021 es va disputar la Supercopa d'Espanya en format final a 4. El conjunt dirigit per Cortés va caure eliminat en semifinals per l'Atlètic de Madrid a la tanda de penals. El gener del 2021 el club blaugrana va anunciar la renovació del contracte de la mallorquina fins al 2024.
El 2 de maig l'equip es va classificar per a la segona final de la Lliga de Campions de la seva història després de derrotar el PSG en el partit de tornada disputat a l'estadi Johan Cruyff. El Barcelona va jugar la final el 16 de maig de 2021 a la ciutat sueca de Göteborg davant el Chelsea FC, campió de la lliga anglesa. Guijarro va jugar como a central a causa de la sanció de la seva companya Andrea Pereira.
| «                   | "Avui ja li he dit a Pere [Andrea Pereira]: 'Encara que no ho creguis, estaràs amb nosaltres.' Sabem que jugar una Champions és important, i per ella serà dur. Li hem de transmetre que estarà amb nosaltres en tot moment. Això també és seu." | » |
| — Patricia Guijarro | |   |

Les blaugranes van guanyar la final imposant-se a les britàniques per un contundent 0-4 i coronant-se així campiones d'Europa per primer cop a la seva història.
A finals de maig es va disputar a l'estadi Municipal de Butarque la final a quatre de la Copa de la Reina. A semifinals, el Barcelona es va enfrontar al Madrid CFF al qual va guanyar per un contundent 4-0. A la final es van enfrontar al Llevant entrenat per María Pry, que havia eliminat en semifinals al Atlético de Madrid. El 30 de maig l'equip es va proclamar campió després de derrotar les alacantines per 4 gols a 2 i culminant així un triplet històric per al club i per al futbol femení espanyol. Guijarro va obrir el marcado al minut 5.
Guijarro va acabar la temporada havent estat una peça clau en l'esquema del tècnic Lluís Cortés. Va participar en 29 partits de Lliga, 3 de Copa de la Reina i 7 de Lliga de Campions i va marcar 9 dianes.

#### Etapa de Jonathan Giráldez (2021-2024)
Després de la sortida de la primera capitana Vicky Losada, Guijarro va ser escollida quarta capitana per a la temporada 2021-22. L'equip va revalidar els títols de Lliga i Copa i va aconseguir el de Supercopa que no havien pogut defensar amb èxit la temporada anterior, però van perdre la final de la Lliga de Campions contra l'Olympique de Lió (3-1).
Guijarro va tenir un paper molt destacar a la final de la Lliga de Campions de 2023 que van guanyar 3-2, marcant els dos gols que igualaven el partit que s'havia complicat molt amb un 2-0 a la primera part favorable al Wolfsburg. Va ser escollida millor jugadora del partit i inclosa a l'onze ideal de la competició. L'equip va revalidar els títols de Lliga i Supercopa, però van quedar eliminades de la Copa de la Reina per alineació indeguda.

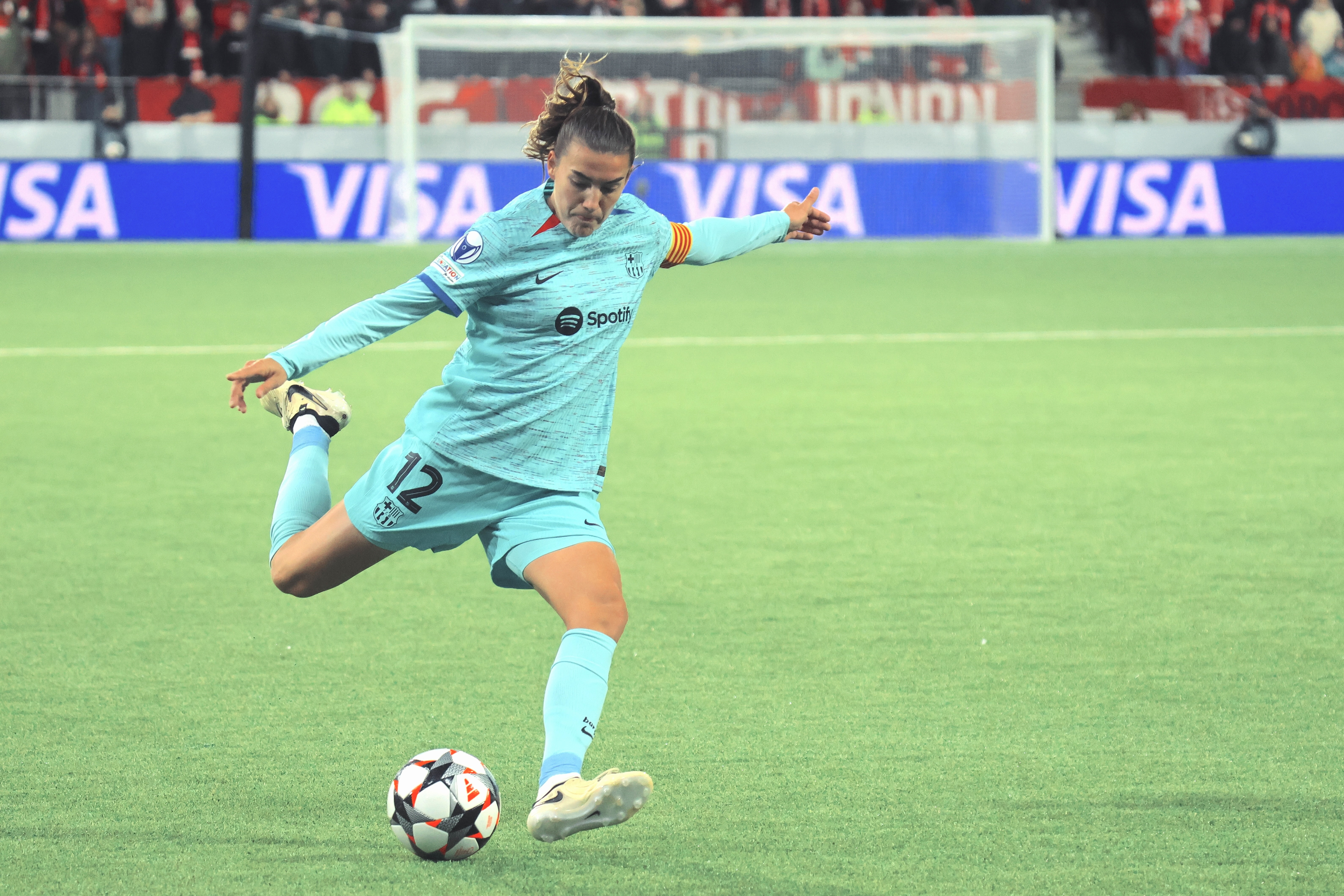
Jugant a la Champions League, març de 2024.

Al mes d'octubre de 2023 va renovar el seu contracte fins al 2027. Guijarro va ser inclosa en el lloc 11 de la llista de les 100 millors jugadores del món pel diari The Guardian, que va destacar que era una de les migcampistes més completes del món, amb i sense pilota.
Aquella temporada, Guijarro va arribar al seu partit número 300 amb el Barça l'1 de maig de 2024, abans de complir 26 anys, i va guanyar la cinquena Lliga consecutiva, esdevenint el primer equip en aconseguir-ho –superant el rècord anterior que tenien elles mateixes de quatre títols consecutius (de la temporada 2011-12 a la 2014-15). L'equip també va revalidar el títol de Supercopa i va aconseguir el de Copa. La setmana següent van completar la temporada perfecta guanyant el quart títol en joc, la Lliga de Campions davant l'Olympique de Lió (2-0), l'únic equip al qual encara no havien pogut guanyar. A més, va ser nomenada per la UEFA integrant de l'equip ideal de la Lliga de Campions.

## Estadístiques

### Club
Actualitzat a l'últim partit jugat el 29 de maig de 2022.
| Club                        | Temporada     | Lliga         | Lliga | Lliga | Copa  | Copa | Supercopa | Supercopa | Continental | Continental | Copa Catalunya | Copa Catalunya | Total | Total |
| Club                        | Temporada     | Divisió       | Part. | Gols  | Part. | Gols | Part.     | Gols      | Part.       | Gols        | Part.          | Gols           | Part. | Gols  |
| --------------------------- | ------------- | ------------- | ----- | ----- | ----- | ---- | --------- | --------- | ----------- | ----------- | -------------- | -------------- | ----- | ----- |
| UD Collerense Illes Balears | 2013-14       | 1a            | 22    | 3     | -     | -    | -         | -         | -           | -           | -              | -              | 22    | 3     |
| UD Collerense Illes Balears | 2014-15       | 1a            | 29    | 4     | -     | -    | -         | -         | -           | -           | -              | -              | 29    | 4     |
| UD Collerense Illes Balears | Total         | Total         | 51    | 7     | -     | -    | -         | -         | -           | -           | -              | -              | 51    | 7     |
| FC Barcelona · Catalunya    | 2015-16       | 1a            | 23    | 6     | -     | -    | -         | -         | 5           | 1           | 2              | 2              | 30    | 8     |
| FC Barcelona · Catalunya    | 2016-17       | 1a            | 20    | 2     | -     | -    | -         | -         | 5           | 0           | 2              | 0              | 27    | 2     |
| FC Barcelona · Catalunya    | 2017-18       | 1a            | 25    | 9     | 4     | 0    | -         | -         | 6           | 1           | 2              | 1              | 37    | 11    |
| FC Barcelona · Catalunya    | 2018-19       | 1a            | 14    | 4     | 1     | 0    | -         | -         | 3           | 2           | 0              | -              | 18    | 6     |
| FC Barcelona · Catalunya    | 2019-20       | 1a            | 18    | 2     | 6     | 2    | 2         | 1         | 5           | 1           | 2              | 0              | 33    | 6     |
| FC Barcelona · Catalunya    | 2020-21       | 1a            | 29    | 8     | 4     | 1    | 1         | 0         | 7           | 0           | -              | -              | 41    | 9     |
| FC Barcelona · Catalunya    | 2021-22       | 1a            | 26    | 4     | 5     | 0    | 2         | 0         | 7           | 0           | -              | -              | 40    | 4     |
| FC Barcelona · Catalunya    | Total         | Total         | 165   | 36    | 20    | 3    | 5         | 1         | 38          | 4           | 8              | 3              | 236   | 47    |
| Total carrera               | Total carrera | Total carrera | 206   | 43    | 20    | 3    | 5         | 1         | 38          | 4           | 8              | 3              | 287   | 54    |

## Palmarès

### Campionats estatals
| Títol            | Any     | País      | Equip        |
| ---------------- | ------- | --------- | ------------ |
| Lliga            | 2019-20 | Espanya   | FC Barcelona |
| Lliga            | 2020-21 | Espanya   | FC Barcelona |
| Lliga            | 2021-22 | Espanya   | FC Barcelona |
| Lliga            | 2022-23 | Espanya   | FC Barcelona |
| Lliga            | 2023-24 | Espanya   | FC Barcelona |
| Copa de la Reina | 2017    | Espanya   | FC Barcelona |
| Copa de la Reina | 2018    | Espanya   | FC Barcelona |
| Copa de la Reina | 2020    | Espanya   | FC Barcelona |
| Copa de la Reina | 2021    | Espanya   | FC Barcelona |
| Copa de la Reina | 2022    | Espanya   | FC Barcelona |
| Copa de la Reina | 2024    | Espanya   | FC Barcelona |
| Supercopa        | 2020    | Espanya   | FC Barcelona |
| Supercopa        | 2022    | Espanya   | FC Barcelona |
| Supercopa        | 2023    | Espanya   | FC Barcelona |
| Supercopa        | 2024    | Espanya   | FC Barcelona |
| Copa Catalunya   | 2015    | Catalunya | FC Barcelona |
| Copa Catalunya   | 2016    | Catalunya | FC Barcelona |
| Copa Catalunya   | 2017    | Catalunya | FC Barcelona |
| Copa Catalunya   | 2018    | Catalunya | FC Barcelona |
| Copa Catalunya   | 2020    | Catalunya | FC Barcelona |

### Campionats internacionals
| Títol             | Equip              | Seu              | Any     |
| ----------------- | ------------------ | ---------------- | ------- |
| Copa de l'Algarve | Selecció espanyola | Portugal         | 2017    |
| Europeu sub-19    | Selecció espanyola | Irlanda del Nord | 2016-17 |
| Lliga de Campions | FC Barcelona       | Göteborg         | 2020-21 |
| Lliga de Campions | FC Barcelona       | Eindhoven        | 2022-23 |
| Lliga de Campions | FC Barcelona       | Bilbao           | 2023-24 |